# Mapa merian de Paris

El plan de Merian tal como se publicó originalmente.

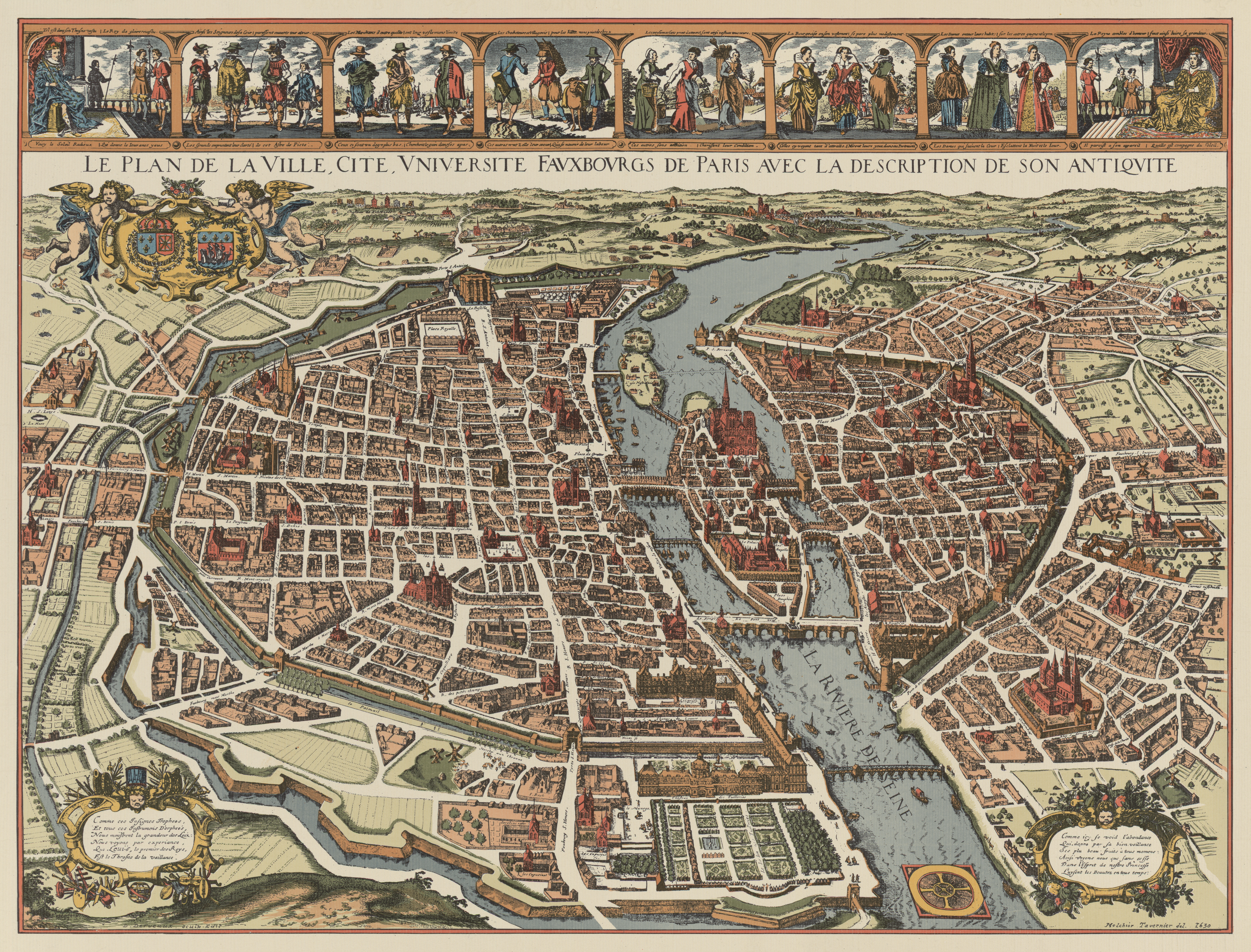
El plano de Merian en versión coloreada.

El mapa Merian de París (Francés: plan de Merian) estuvo creado en 1615 por Matthäus Merian el Mayor. Presenta la vista de pájaro mirando este con una escala de aproximadamente 1 a 7,000. El mapa originalmente constó de dos engraved platos (50 x 37 cm cada) con las mitades izquierdas y derechas del mapa y estuvo imprimido con 2 columnas de retratos (cada 50 x 13 cm) en los lados izquierdos y derechos de las mitades de mapa respectivas. La asamblea entera era 50 x 101.5 cm.
En la parte superior hay un cartel con el título: LE PLAN DE LA VILLE, CITE, VNIVERSITE ET FAVX-BOVRGS DE PARIS AVEC LA DESCRIPTION DE SON ANTIQVITE ET SINGVLIARITES ("Mapa del pueblo, ciudad, universidad y suburbios con la descripción de sus antigüedad y particularidades”). En la esquina superior izquierda del mapa, entre el Castillo de Vincennes y los Marets du Temple, se encuentran los escudos de Francia y Navarra, rodeados por los collares de las Órdenes del Espíritu Santo y de San Miguel a su derecha, el escudo de París rodeado por una corona de hojas de laurel. Los retratos de la izquierda, de arriba abajo, son: el rey, cortesanos, nobles y comerciantes, campesinos y plebeyos; a la derecha: la reina, damas de la corte, mujeres nobles y burguesas, mujeres comunes.En la parte inferior izquierda del mapa, debajo de la granja de la Grange Batellière, hay cuatro versos:
|  | Cette ville est un autre monde Dedans, un monde florissant, En peuples et en biens puissants Qui de toutes choses abonde. |  | This city is another world Therein a flowerful world, Of people very powerful To whom all things abound. |

En el derecho del poema está inscrito el nombre  del autor del mapa: Matheus Merian Basiliensis fecit ("hizo" en Latino). En el fondo del mapa,  hay un adorno con una gran rosa de los vientos colocada en medio del Río Seine.
El mapa de Merian se utilizó con frecuencia como base de mapas posteriores, incluidos los de Visscher (1618), Melchior Tavernier (c. 1625-1635), Jacob van der Heyden (1630), Christophe Tassin (1634), Dubarle (c. 1641). ), Giacomo Lauro [fr] (c. 1642) y Martin Zeiler (1655). A su vez, el mapa de Tassin sirvió como fuente de numerosos mapas posteriores.

## Lectura adicional
- «Paris», Topographia Galliae (en alemán) 1, Frankfurt: Caspar Merian, 1655.